# Palais du Marquis San Félix
Le Palais du Marquis San Félix est situé à Oviedo.

## Histoire
Les débuts du palais datant de 1687 quand le premier duc parc loue une maison à côté du domicile de la plaza del Fontán. En 1723, Isabel Valdes Trilles-Agliata et fille du premier Duc acquiert les terrains situés à proximité pour construire le palais. L'architecte Francisco de la Riva Ladron de Guevara commence les travaux en 1725.
Le palais est vendu à la ville d'Oviedo en 1794 qui y installe une usine d'armement. L'usine est restée dans ces locaux jusqu'en 1857, date de son déménagement au monastère de Santa Maria de la Vega.
En juin 1892, le palais est acheté par le marquis de San Feliz et appartient toujours à la famille.
Il a également été une usine de tabac, le siège du collège de Santa Cecilia et de celui de Saint-Ange et, durant la guerre d'Espagne et le siège d'Oviedo, le siège des institutions franquistes.
Le palais reste une résidence privée du marquis de San Feliz, Francisco Sarri Goicoerrotea.